# Hotel Hitthim

Kloster, Hotel Hitthim (2024)

Das Hotel Hitthim ist ein 1910 eröffnetes Hotel in Kloster auf der Ostsee-Insel Hiddensee, welches zugleich das erste auf der Insel war.

## Vorgeschichte
Im Juli 1892 nahm der Salon- und Postdampfer Caprivi, der zunächst nur zwischen Stralsund und Wiek verkehrte, auch Hiddensee in seine reguläre Route auf. Damit wurde die zuvor nur schwer erreichbare Insel allmählich auch für Badegäste und Touristen attraktiv. In den folgenden Jahren waren es vor allem diverse Künstlerinnen und Künstler, die die kleine Insel als Ort der Zuflucht und Inspiration für sich entdeckten, darunter der Schriftsteller Gerhart Hauptmann, die dänische Schauspielerin Asta Nielsen, die Malerinnen Elisabeth Büchsel und Henni Lehmann sowie die Tänzerin Gret Palucca.
Für längere Aufenthalte standen zunächst nur wenige Quartiere zur Verfügung. Der langjährige Inselpfarrer Arnold Gustavs (1875–1956), der 1896 als Student erstmals nach Hiddensee kam, berichtet, dass er damals „in einer schlichten Pension bei Theodor Nehls“ wohnte. Später kam noch eine von dem Bäckermeister Waldemar Schwartz betriebene Pension in Vitte, in der Nähe von dessen Windmühle hinzu, die aber ebenfalls nur bescheidenen Ansprüchen genügte und zudem etwas abgelegen war. Somit entstand zunehmend der Wunsch nach einem Hotel, das den Gästen als Herberge zur Verfügung gestellt werden konnte.

## Clara Haeckermann
Diese Idee realisierte schließlich Clara Haeckermann (* 24. Januar 1862 in Rebelow bei Anklam; † 23. Oktober 1955 in Kloster), eine Tochter des Gutsbesitzers Karl Heinrich Georg Friedrich Haeckermann und dessen Frau Friederike Wilhelmine Luise, die Güter in Malche und Rebelow besaßen. 
Als junge Frau diente Clara Haeckermann als „Beschließerin“ bei dem Fürsten Wilhelm Malte II. zu Putbus (1833–1907) auf Rügen und war in dieser Funktion für die gesamte Organisation von dessen Hofhaushalt und der Arbeitsabläufe auf Schloss Putbus verantwortlich. Nach dem Tode des Fürsten zog sie zu ihrem älteren Bruder Heinrich Haeckermann (1853–1917), der als Rechtsanwalt und Notar in Greifswald tätig war, wo er in der Knopfstraße 32 wohnte.
Mit der Gründung des Hotels wollte sie offenbar ihre in Putbus gesammelten Erfahrungen in eine vergleichbare selbstständige Tätigkeit einbringen und finanziell unabhängig werden. Mit Hilfe ihres Bruders konnte sie im Frühjahr 1909 ein 3500 Quadratmeter großes Grundstück in Kloster erwerben, das sich in unmittelbarer Nähe der Dampferanlegestelle befand (heutige Adresse Hafenweg 8). Mit der Planung und dem Bau des Hotels beauftragte sie den  Greifswalder Architekten Heinrich Spruth, bekannt durch die dortige Bismarck-Säule. Den Namen des Hotels leitete Clara Haeckermann von dem legendären Norwegerkönig Hedin/Heðinn ab, der teilweise auch als „Hithin“ oder „Hitthim“ bezeichnet wurde und in der Prosa-Edda und den Gesta Danorum des Saxo Grammaticus erwähnt wird. Ihm verdankt die Insel auch ihren Namen.
Nachdem sie auch eine Konzession zum Betrieb einer Gastwirtschaft erhalten hatte, eröffnete Clara Haeckermann das neue Hotel am 9. Mai 1910, pünktlich zum Beginn der Sommersaison. Zugleich zog sie in den Sommermonaten selbst dort ein. Der damaligen Werbung ist zu entnehmen, dass das Hotel 30 Fremdenzimmer „mit prächtigen Ausblicken“ hatte, „warme Wannenbäder“ und  – zum Transport des Gepäcks – nicht zuletzt einen „Hausdiener am Dampfer“.
Clara Haeckermann, die unverheiratet und kinderlos blieb, wird als resolute, aber freundliche Frau geschildert, die dadurch bekannt war, dass sie regelmäßig Zigarren oder Pfeife rauchte. Der Inselpfarrer Arnold Gustavs bezeichnete sie als „Hiddenseer Original“ und schreibt über sie:

„Klärchen Häckermann ging mit den Gästen freundlich um und jeder freute sich an ihrer Originalität. Das Haar trug sie immer kurz. Wenn man sie rauchend fand, war sie zu Anfang leicht beschämt und steckte die brennende Pfeife flugs unter die Schürze, bis ihr zu viele Taschen versengt waren. So gab sie die falsche Scham auf.“

Ab 1941, inzwischen 79 Jahre alt, verpachtete sie das Hotel, behielt aber dort ihren Wohnsitz.

## Spätere Geschichte bis zur Gegenwart
Kurz nach der Gründung der DDR begann die Enteignung, die sich bis 1957 hinzog, und die Übertragung auf den FDGB. Am 5. Mai 1955, kurz bevor Clara Haeckermann mit 93 Jahren starb, wurde zwischen ihr und dem FDGB noch ein Überlassungsvertrag geschlossen. Der FDGB nahm in der Folge aufwändige Umbaumaßnahmen vor, die insbesondere die Küche und die Heizungsanlage betrafen.
Nach der politischen Wende und der Wiedervereinigung erfolgte 1992 die Rückübertragung an eine Erbengemeinschaft, die das Hotel am 16. Dezember 1993 an die neu gegründete Hitthim GbR verkaufte. 1997/98 wurde das traditionsreiche Hotel vollständig saniert, außerdem ein zusätzliches Nebengebäude mit komfortablen Ferienwohnungen errichtet. 
Im Saal des Hotels und auf der davor gelegenen Freifläche finden regelmäßig Kulturveranstaltungen und Konzerte statt.